# Siphlophis pulcher
Siphlophis pulcher är en ormart som beskrevs av Raddi 1820. Siphlophis pulcher ingår i släktet Siphlophis och familjen snokar. Inga underarter finns listade i Catalogue of Life.
Denna orm förekommer i östra Brasilien i delstaterna Santa Catarina, Paraná, São Paulo, Rio de Janeiro och Bahia. Arten lever i Atlantskogen, i andra skogar och den besöker odlingsmark. Individerna klättrar tidvis i träd. De har ödlor och deras ägg som föda. Honor lägger 2 till 7 ägg per tillfälle.
För beståndet är inga hot kända. Hela populationen anses vara stor. IUCN kategoriserar arten globalt som livskraftig.